# Список кавалеров ордена Святого Александра Невского эпохи Александра I
Список кавалеров ордена Святого Александра Невского эпохи Александра I.
1. 7 апреля 1801 — Гавриил (Бэнулеску-Бодони), бывший митрополит Киевский и Галицкий[1].
2. 26 июня 1801 — Павел Фридрих Август, сын князя Любекского[1].
3. 26 июня 1801 — Пётр Фридрих Георг, сын князя Любекского[1].
4. 11 июля 1801 — Спренгтпортен, Георг Магнус, барон, генерал от инфантерии.
5. август 1801 — Карл Людвиг Фридрих, курпринц Баденский[1].
6. 30 августа 1801 — Франц Фридрих Антон, владетельный герцог Саксен-Заальфельд-Кобургский.
7. 30 августа 1801 — Людвиг, наследный принц Гессен-Дармштадтский[1].
8. 30 августа 1801 — Бассевич, Бернгард Фридрих, граф, первый министр Мекленбургский.
9. 15 сентября 1801 — Елизавета Алексеевна, её императорское величество, государыня[1][2][3].
10. 15 сентября 1801 — Павел (Пономарёв, Пётр Николаевич), архиепископ Ярославский и Ростовский.
11. 15 сентября 1801 — Фридрих Вильгельм, наследный принц Прусский[1].
12. 15 сентября 1801 — Симон (Лагов), архиепископ Рязанский и Зарайский.
13. 15 сентября 1801 — Варлаам (Петров), архиепископ Тобольский и Сибирский.
14. 15 сентября 1801 — Державин, Гавриил Романович, действительный тайный советник.
15. 15 сентября 1801 — Леццано, Борис Борисович, генерал от инфантерии.
16. 15 сентября 1801 — Корсаков, Алексей Иванович, генерал от артиллерии.
17. 15 сентября 1801 — Ламздорф, Матвей Иванович, генерал-лейтенант.
18. 15 сентября 1801 — Головкин, Юрий Александрович, граф, тайный советник и обер-церемониймейстер.
19. 15 сентября 1801 — Мясоедов, Николай Ефимович, тайный советник.
20. 31 декабря 1801 — Антоний, католикос Грузинский сын покойного царя Ираклия Теймуразовича.
21. 31 декабря 1801 — Юлон, царевич Грузинский.
22. 9 января 1802 — Свечин, Николай Сергеевич, генерал от инфантерии.
23. 20 января 1802 — Дадиани, Григорий Кациевич, князь, владетель Одисский и Легтумский.
24. 1 мая 1802 — Волконский, Дмитрий Петрович, генерал-лейтенант.
25. 26 мая 1802 — Людвиг Фридрих Александр, герцог Вюртембергский[1].
26. 29 мая 1802 — Фридрих Генрих Карл, принц Прусский[1].
27. 29 мая 1802 — Фридрих Вильгельм Карл, принц Прусский[1].
28. 29 мая 1802 — Калькройт, Фридрих Адольф фон, прусский генерал от кавалерии[1].
29. 5 августа 1802 — Людвиг Вильгельм Август, принц Баденский[1].
30. 7 марта 1803 — Цицианов, Павел Дмитриевич, князь, генерал от инфантерии.
31. 7(18?) апреля 1803 — Виктор (Садковский), архиепископ Малороссийский и Черниговский.
32. 24 апреля 1803 — Давид Георгиевич, царевич Грузинский.
33. 24 апреля 1803 — Вахтанг Ираклиевич, царевич Грузинский.
34. 2 мая 1803 — Сухтелен, Пётр Корнилович, инженер-генерал.
35. 2 мая 1803 — Мейендорф, Казимир Иванович, генерал от кавалерии.
36. 17 июня 1803 — Павел (Зернов), архиепископ Тверской и Кашинский.
37. 4 июля 1803 — Селифонтов, Иван Осипович, действительный тайный советник.
38. 3 августа 1803 — Соломон Арчилович, царь Имеретинский.
39. 7 августа 1803 — Карл Фридрих, наследный принц Саксен-Веймарский.
40. 11 сентября 1803 — Кологривов, Андрей Семёнович, генерал-лейтенант (алмазные знаки — 24 февраля 1806).
41. 20 ноября 1803 — Чичагов, Павел Васильевич, вице-адмирал.
42. 1 января 1804 — Торсуков, Ардалион Александрович, обер-гофмейстер.
43. 1 января 1804 — Гурьев, Дмитрий Александрович, действительный тайный советник (алмазные знаки — 18 ноября 1806).
44. 1 января 1804 — Толстой, Пётр Александрович, генерал-лейтенант.
45. 20 января 1804 — Рачинский, Казимир, граф, президент бывшей комиссии о Упадших Банках в Варшаве.
46. 20 февраля 1804 — Апраксин, Степан Степанович, генерал от кавалерии.
47. 27 мая 1804 — Траверсе, Иван Иванович де, маркиз, адмирал (алмазные знаки — 22 мая 1811).
48. 22 июля 1804 — Карл Август, владетельный герцог Саксен-Веймарский[1].
49. 22 июля 1804 — Вольцоген, Вильгельм[нем.] фон, барон, обер-гофмейстер герцога Саксен-Веймарского.
50. 1 января 1805 — Нарышкин, Дмитрий Львович, обер-егермейстер (алмазные знаки — 18 апреля 1809).
51. 1 января 1805 — Голубцов, Фёдор Александрович, тайный советник, государственный казначей и сенатор.
52. 1 января 1805 — Муравьёв, Михаил Никитич, тайный советник и сенатор.
53. 4 января 1805 — Серапион (Александровский), митрополит Киевский[1].
54. 16 марта 1805 — Долгоруков, Сергей Николаевич, князь, генерал-лейтенант.
55. 20 октября 1805 — Карл Вильгельм Фердинанд Брауншвейгский, владетельный герцог Брауншвейг-Люнебургский[1].
56. 23 октября 1805 — Мёллендорф, Вихард Иоахим Генрих фон, прусской службы генерал-фельдмаршал[1].
57. 23 октября 1805 — Гарденберг, Карл Август фон, статс и кабинет-министр короля прусского[1].
58. 23 октября 1805 — Георг, принц Мекленбург-Стрелицкий[4].
59. 23 октября 1805 — Кёкриц, Карл Леопольд фон, генерал-адъютант короля прусского.
60. 25 октября 1805 — Павел Александр Саксен-Веймар-Эйзенахский, принц, сын Карла Фридриха и Марии Павловны[1] (пожалован при рождении, скончался в младенчестве).
61. 28 октября 1805 — Карл Бернхард Саксен-Веймар-Эйзенахский, принц.
62. 13 декабря 1805 — Гогенлоэ-Ингельфинген, Фридрих Людвиг, князь, генерал от инфантерии прусской службы[1].
63. 28 января 1806 — Уваров, Фёдор Петрович, генерал-лейтенант, генерал-адъютант.
64. 20 марта 1806 — Лунин, Александр Михайлович, действительный тайный советник, сенатор.
65. 23 марта 1806 — Мефодий (Смирнов), архиепископ Тверской и Кашинский.
66. 18 ноября 1806 — Тормасов, Александр Петрович, генерал от кавалерии (алмазные знаки — 23 ноября 1811).
67. 18 ноября 1806 — Кнорринг, Богдан Фёдорович, генерал от инфантерии.
68. 18 ноября 1806 — Платов, Матвей Иванович, генерал-лейтенант (алмазные знаки — 1807).
69. 25 февраля 1807 — Ришельё, Эммануил Осипович, генерал-лейтенант.
70. 7 июня 1807 — Шрёттер, Фридрих Леопольд фон, министр королевской прусской службы.
71. 27 июня 1807 — Наполеон I, император Французский и король Итальянский[1].
72. 27 июня 1807 — Жером, король Вестфальский, брат императора Французского[1].
73. 27 июня 1807 — Иоахим Мюрат, великий герцог Бергский и Клевский[1].
74. 27 июня 1807 — Талейран-Перигор, Шарль Морис де, князь Беневентский, французский обер-камергер[1].
75. 27 июня 1807 — Бертье, Луи Александр, князь Невшательский, маршал Франции[1].
76. 19 июля 1807 — Витте, Яков Яковлевич де, инженер-генерал.
77. 22 июля 1807 — Лобанов-Ростовский, Дмитрий Иванович, князь, генерал от инфантерии (алмазные знаки — 15 февраля 1809).
78. 25 июля 1807 — Ханыков, Пётр Иванович, адмирал.
79. 25 июля 1807 — Тет, Егор Егорович, адмирал.
80. 5 сентября 1807 — Лесток, Антон Вильгельм фон, генерал-лейтенант королевской прусской службы.
81. 18 сентября 1807 — Сенявин, Дмитрий Николаевич, вице-адмирал (алмазные знаки — 2 октября 1827).
82. 28 октября 1807 — Алексеев, Иван Алексеевич, тайный советник, сенатор.
83. 21 декабря 1807 — Дохтуров, Дмитрий Сергеевич, генерал-лейтенант (алмазные знаки — 1812).
84. 31 декабря 1807 — Фондезин, Мартын Петрович, адмирал.
85. 31 декабря 1807 — Спиридов, Алексей Григорьевич, адмирал (алмазные знаки — 1812).
86. 14 января 1808 — Вавжецкий, Томаш, бывший хорунжий литовский.
87. 24 января 1808 — Лобанов-Ростовский, Яков Иванович, князь, тайный советник.
88. 27 марта 1808 — Людовик I Бонапарт, король Голландский[1].
89. 5 апреля 1808 — Пестель, Иван Борисович, тайный советник.
90. 14 апреля 1808 — Разумовский, Алексей Кириллович, действительный тайный советник.
91. 15 мая 1808 — Козодавлев, Осип Петрович, тайный советник.
92. 20 мая 1808 — Эссен, Иван Николаевич, генерал-лейтенант.
93. 9 июня 1808 — Обресков, Пётр Алексеевич, тайный советник.
94. 18 августа 1808 — Тутолмин, Иван Васильевич, шталмейстер (алмазные знаки — 21 апреля 1830).
95. 30 августа 1808 — Фердинанд Георг Август, принц Кобургский[1].
96. 1 сентября 1808 — Каменский, Николай Михайлович, генерал от инфантерии.
97. 2 сентября 1808 — Фредерик VI, король Датский[1].
98. 2 сентября 1808 — Кушелев, Иван Иванович, действительный тайный советник.
99. октябрь 1808 — Наполеон Луи, наследный принц Голландский[1].
100. октябрь 1808 — Шампаньи, Жан Батист Номпер де, граф, герцог Кадорский, министр иностранных дел императорского французского двора[1].
101. октябрь 1808 — Коленкур, Арман де, герцог Виченский[1].
102. октябрь 1808 — Штакельберг, Густав Оттонович, действительный тайный советник (алмазные знаки — 1814).
103. октябрь 1808 — Кинсберген, Ян Хендрик, адмирал королевской голландской службы[1].
104. октябрь 1808 — Рёель, Виллем Фредерик, министр иностранных дел голландской службы[1].
105. 7 ноября 1808 — Неплюев, Иван Николаевич, тайный советник.
106. 11 ноября 1808 — Тучков, Николай Алексеевич, генерал-лейтенант.
107. 13 декабря 1808 — Ираклий (Лисовский), митрополит Униатских церквей в России.
108. 15 декабря 1808 — Козловский, Тимофей Лукьянович, тайный советник.
109. 29 декабря 1808 — Обресков, Александр Васильевич[5], генерал от кавалерии.
110. 1 января 1809 — Салтыков, Александр Николаевич, граф, тайный советник.
111. 20 января 1809 — Август, принц Прусский[1].
112. 20 января 1809 — Тауенцин фон Виттенберг, Богислав Фридрих Эмануэль, граф, генерал-лейтенант прусской службы.
113. 28 января 1809 — Рунич, Павел Степанович, тайный советник.
114. 18 апреля 1809 — Кошелев, Родион Александрович, обер-гофмейстер.
115. 18 апреля 1809 — Муханов, Сергей Ильич, обер-шталмейстер.
116. 18 апреля 1809 — Евгений, принц Вюртембергский[1] (алмазные знаки — 29 октября 1813).
117. 24 апреля 1809 — Салагов, Семён Иванович, князь, генерал-лейтенант.
118. 24 апреля 1809 — Меллер-Закомельский, Пётр Иванович, барон, генерал-лейтенант. Алмазные знаки 1818
119. 23 августа 1809 — Воллан, Франц Павлович де, генерал-лейтенант.
120. 9 сентября 1809 — Барклай-де-Толли, Михаил Богданович, генерал от инфантерии[1] (алмазные знаки — 9 мая 1813).
121. 28 сентября 1809 — Засс, Андрей Павлович, генерал-лейтенант.
122. 12 декабря 1809 — Лопухин, Иван Владимирович, действительный тайный советник.
123. 12 декабря 1809 — Нелединский-Мелецкий, Юрий Александрович, тайный советник.
124. 19 декабря 1809 — Эссен, Пётр Кириллович, генерал-лейтенант (алмазные знаки — 24 сентября 1814).
125. 22 марта 1810 — Тейльс, Игнатий Антонович, тайный советник, сенатор
126. 13 июня 1810 — Марков, Евгений Иванович, генерал-лейтенант. Алмазные знаки 1814
127. 13 июня 1810 — Ланжерон, Александр Фёдорович, граф (алмазные знаки — 7 октября 1813).
128. 14 августа 1810 — Каменский, Сергей Михайлович, граф.
129. 30 августа 1810 — Дмитриев, Иван Иванович (поэт).
130. 30 августа 1810 — Потоцкий, Северин Осипович, граф.
131. 21 октября 1810 — принц Александр Георгиевич Ольденбургский[1] (пожалован при рождении, прожил 19 лет).
132. 12 декабря 1810 — Вениамин (Краснопевков-Румовский), архиепископ Нижегородский и Арзамасский.
133. 12 декабря 1810 — Феоктист (Мочульский), архиепископ Курский и Белгородский.
134. 1 января 1811 — Алябьев, Александр Васильевич.
135. 1 января 1811 — Сушков, Николай Михайлович, сенатор.
136. 22 января 1811 — Красно-Милашевич, Василий Иванович.
137. 2 апреля 1811 — Балашов, Александр Дмитриевич, генерал от инфантерии.
138. 22 июля 1811 — Бетанкур, Августин Августинович.
139. 12 декабря 1811 — Карцов, Пётр Кондратьевич (алмазные знаки — 12 декабря 1816).
140. 1 января 1812 — Сперанский, Михаил Михайлович (алмазные знаки — 8 июля 1827).
141. 6 февраля 1812 — Аршеневский, Илья Яковлевич.
142. 8 февраля 1812 — Ланской, Василий Сергеевич. Сенатор. Алмазные знаки 22.08.1826
143. 15 февраля 1812 — Щербатов, Павел Петрович, князь.
144. 18 февраля 1812 — Ливен, Христофор Андреевич, князь (алмазные знаки — 24 ноября 1813).
145. 26 марта 1812 — Глазенап, Григорий Иванович.
146. 26 марта 1812 — Апраксин, Иван Александрович, граф.
147. 14 июля 1812 — Августин (Виноградский), архиепископ Московский и Коломенский.
148. 29 июля 1812 — Италинский, Андрей Яковлевич.
149. 26 августа 1812 — Витгенштейн, Пётр Христианович, граф (алмазные знаки — 28 марта 1813).
150. 26 августа 1812 — Остерман-Толстой, Александр Иванович, граф (алмазные знаки — 12 августа 1813).
151. 26 августа 1812 — Раевский, Николай Николаевич (алмазные знаки — 1814).
152. 30 августа 1812 — Феофилакт (Русанов), архиепископ Рязанский и Зарайский
153. 30 августа 1812 — Карл XIV Юхан, король Шведский.
154. 30 августа 1812 — Жозеф Франциск Оскар, наследный принц Шведский.
155. 18 сентября 1812 — Константин Пётр Фридрих, принц Гольштейн-Ольденбургский.
156. 2 ноября 1812 — Штейнгель, Фаддей Фёдорович, граф.
157. 2 ноября 1812 — Коновницын, Пётр Петрович (алмазные знаки — 1 января 1817).
158. 21 ноября 1812 — Винцингероде, Фердинанд Фёдорович.
159. 30 ноября 1812 — Ртищев, Николай Фёдорович.
160. 24 декабря 1812 — Паулуччи, Филипп Осипович, маркиз (алмазные знаки — 30 ноября 1815).
161. 25 декабря 1812 — Шишков, Александр Семёнович (алмазные знаки — 22 августа 1826).
162. 29 декабря 1812 — Опперман, Карл Иванович (алмазные знаки — 11 ноября 1814).
163. 30 декабря 1812 — Морков, Ираклий Иванович, граф.
164. 13 января 1813 — Голицын, Дмитрий Владимирович, князь (алмазные знаки — 22 декабря 1813).
165. 20 января 1813 — Миклашевский, Михаил Павлович.
166. 6 марта 1813 — Йорк Вартенбургский, граф, генерал прусской службы.
167. 19 марта 1813 — Гагарин, Иван Алексеевич, князь (алмазные знаки — 11 января 1816).
168. 16 мая 1813 — Остен-Сакен, Фабиан Вильгельмович, граф.
169. 20 мая 1813 — Сабанеев, Иван Васильевич (алмазные знаки — 22 декабря 1813).
170. 9 июня 1813? — Фредерик, герцог Йоркский, принц Великобританский[1].
171. 9 июня 1813 — Вильгельм Генрих, герцог Кларенс[1].
172. 15 июня 1813 — Обресков, Михаил Алексеевич.
173. 17 августа 1813 — Щербатов, Алексей Григорьевич, князь (алмазные знаки — 17 мая 1827).
174. 21 августа 1813 — Левиз, Фёдор Фёдорович.
175. 25 августа 1813 — Ханыков, Василий Васильевич.
176. 25 августа 1813 — Дука фон Кадар, Петер, австрийский фельдцейхмейстер.
177. август 1813 — Врбна, Рудольф фон[нем.], австрийский обер-камергер.
178. 27 августа 1813 — Меттерних, Клеменс фон, князь, австрийский придворный и государственный канцлер.
179. 27 августа 1813 — Трауттмансдорф, Фердинанд фон, граф, обер-шталмейстер австрийского двора.
180. 5 сентября 1813 — Штадион, Иоганн Филипп фон, граф[1].
181. 7 сентября 1813 — Штейн, Генрих Фридрих Карл фом унд цум, барон, прусский министр.
182. 16 сентября 1813 — Георг Фридрих Август, принц-регент Великобританский[1].
183. 16 сентября 1813 — Кэткарт, Уильям Шоу, лорд, великобританский генерал.
184. 6 октября 1813 — Рудзевич, Александр Яковлевич (алмазные знаки — 1829).
185. 8 октября 1813 — Волконский, Пётр Михайлович, князь (алмазные знаки — 12 декабря 1815).
186. 8 октября 1813 — Шувалов, Павел Андреевич, граф.
187. 8 октября 1813 — Пален, Пётр Петрович, граф (алмазные знаки — 18 августа 1814).
188. 8 октября 1813 — Воронцов, Михаил Семёнович, граф (алмазные знаки — 30 октября 1826).
189. 8 октября 1813 — Васильчиков, Илларион Васильевич[1].
190. 8 октября 1813 — Строганов, Павел Александрович, граф.
191. 8 октября 1813 — Нейдхардт фон Гнейзенау, Август, граф, генерал-лейтенант прусской службы.
192. 11 октября 1813 — Шварценберг, Карл Филипп цу, князь, австрийский фельдмаршалграф[1].
193. 11 октября 1813? — Блюхер, Гебхард Леберехт, князь, прусский фельдмаршал[1].
194. 29 октября 1813 — Яшвиль, Лев Михайлович, князь (алмазные знаки — 3 мая 1814).
195. 7 ноября 1813 — Генрих XV Рейсс-Плауэн, австрийский генерал-фельдмаршал.
196. 7 ноября 1813 — Максимилиан-Иосиф, король Баварский[1].
197. 10 ноября 1813 — Фридрих Иосиф Людвиг, ландграф Гессен-Гомбургский.
198. 10 ноября 1813 — Мерфельд, Максимилиан фон, генерал от кавалерии австрийской службы.
199. 11 ноября 1813 — Ермолов, Алексей Петрович (алмазные знаки — 31 декабря 1813).
200. 11 ноября 1813 — Коллоредо-Мансфельд, Иероним, австрийский генерал.
201. ноябрь 1813 — Клейст, Фридрих фон, граф, прусский генерал от инфантерии.
202. 28 ноября 1813 — Монжела, Максимилиан фон, граф, баварский статс-министр.
203. 28 ноября 1813 — Цеппелин, Фердинанд Людвиг фон[нем.], граф, вюртембергский министр.
204. 19 января 1814 — Дьюлаи, Игнац, генерал австрийской службы.
205. 21 января 1814 — Радецкий, Йозеф, генерал австрийской службы.
206. 21 января 1814 — Фримон, Иоганн Мария Филипп, барон, генерал от кавалерии австрийской службы.
207. 22 января 1814 — Капцевич, Пётр Михайлович (алмазные знаки — 29 марта 1836).
208. 28 января 1814 — Чаплиц, Ефим Игнатьевич.
209. 18 февраля 1814 — Ливен, Иван Андреевич, граф.
210. 13 марта 1814 — Филипп, принц Гессен-Гомбургский, фельдмаршал-лейтенант австрийской службы.
211. 14 марта 1814 — Орурк, Иосиф Корнилович, граф (алмазные знаки — 1832).
212. 29 марта 1814 — Лагарп, Фредерик Сезар, действительный тайный советник.
213. 29 марта 1814 — Нессельроде, Карл Васильевич, граф (алмазные знаки — 25 марта 1817).
214. 20 апреля 1814 — Франкемон, Фридрих фон, граф, вюртембергский генерал от инфантерии.
215. 3 мая 1814 — Карл Теодор Август, принц Баварский.
216. 3 мая 1814 — Вильгельм, принц Вюртембергский[1].
217. 3 мая 1814 — Шаховской, Иван Леонтьевич, князь (алмазные знаки — 31 июля 1829).
218. 3 мая 1814 — Ламберт, Карл Осипович, граф (алмазные знаки — 2 августа 1820).
219. 3 мая 1814 — Ожаровский, Адам Петрович, граф (алмазные знаки — 1843).
220. 3 мая 1814 — Довре, Фёдор Филиппович (алмазные знаки — 1818).
221. 3 мая 1814 — Дибич, Иван Иванович (алмазные знаки — 30 августа 1815).
222. 3 мая 1814 — Паскевич, Иван Фёдорович (алмазные знаки — 15 ноября 1818).
223. 5 мая 1814 — Алопеус, Давид Максимович. Действительный тайный советник. Алмазные знаки 25.09.1815
224. 17 мая 1814 — Вреде, Карл-Филипп фон, князь, генерал-фельдмаршал баварской службы[1].
225. 22 июня 1814 — Вильгельм Фридрих Георг Людвиг, принц Оранский, наследный принц Нидерландский[1].
226. 22 июня 1814 — Вильгельм Фридрих Карл, принц Нидерландский.
227. 29 июля 1814 — Эртель, Фёдор Фёдорович, генерал-лейтенант.
228. 27 августа 1814 — Варлаам (Эристави), митрополит Мцхетский, Тифлисский и Карталинский, экзарх Грузии и Имеретии.
229. 30 августа 1814 — Епрем I Дзорагеци, патриарх-католикос армянский (12.07.1828 — алмазы)[1].
230. 30 августа 1814 — Голицын, Александр Николаевич, князь.
231. 30 августа 1814 — Головкин, Пётр Гаврилович, граф, егермейстер.
232. 7 сентября 1814 — Новосильцев, Николай Николаевич (алмазные знаки — 14 августа 1824).
233. 21 октября 1814 — Леопольд Георг, принц Саксен-Кобургский.
234. 5 мая 1815 — Анстедт, Иван Осипович, барон (алмазные знаки — 6 сентября 1819).
235. 18 мая 1815 — Азинари ди Сан-Марцано, Филиппо, маркиз, сардинский статс-министр и обер-камергер.
236. 23 мая 1815 — Фердинанд VII, король Испанский[1].
237. июнь 1815 — Карл Филипп, граф д’Артуа[1].
238. июнь 1815 — Луи Антуан, герцог Ангулемский[1].
239. июнь 1815 — Шарль-Фердинанд, герцог Беррийский[1].
240. 8 июля 1815 — Веллингтон, Артур Уэлсли, герцог, генерал-фельдмаршал великобританский и других армий.
241. 24 августа 1815 — Замойский, Станислав Костка, граф.
242. 24 августа 1815 — Волович, Андрей, аббат.
243. 10 февраля 1816 — Михаил (Десницкий), митрополит Новгородский, Санкт-Петербургский, Эстляндский и Финляндский.
244. 10 февраля 1816 — Серафим (Глаголевский), архиепископ Тверской и Кашинский.
245. 15 февраля 1816 — Шепелев, Пётр Амплиевич.
246. 5 марта 1816 — Пфуль, Карл Людвиг Август, генерал-лейтенант.
247. 24 марта 1816 — Каподистрия, Иван Антонович, граф.
248. 6 апреля 1816 — Соболевский, Игнатий Валентинович, граф, министр юстиции и статс-секретарь Царства Польского (алмазные знаки — 11 мая 1829).
249. 4 октября 1816 — Зайончек, Иосиф, генерал-лейтенант[1].
250. 1816 — Тандефельт, Адольф Оттонович, барон, президент финляндского гофгерихта.
251. 21 января 1817 — Карл Исидор, инфант Испанский.
252. 20 февраля 1817 — Тройль, Кнут фон, барон, тайный советник и камергер.
253. 7 апреля 1817 — Вильгельм Александр Павел Фридрих Людвиг, принц Нидерландский.
254. 17 апреля 1817 — Строганов, Григорий Александрович, граф.
255. 12 мая 1817 — Бианки, Винцент Феррер Фридрих фон, австрийский фельдмаршал-лейтенант.
256. 15 мая 1817 — Леон-и-Писарро, Хосе Гарсия, испанский министр иностранных дел.
257. 20 июня 1817 — Вильгельм Фридрих Людвиг, принц Прусский.
258. 8 июля 1817 — Голенищев-Кутузов, Павел Васильевич. Генерал-лейтенант. Алмазные знаки 05.12.1828
259. 8 октября 1817 — Сиверс, Фёдор Фёдорович
260. 15 октября 1817 — Татищев, Дмитрий Павлович (алмазные знаки — 4 апреля 1825).
261. 20 февраля 1818 — Муханов, Алексей Ильич (алмазные знаки — 22 августа 1826).
262. 29 апреля 1818 — Бахметев, Алексей Николаевич.
263. 5 мая 1818 — Александр Николаевич, великий князь[1][6].
264. 18 мая 1818 — Грейг, Алексей Самуилович (алмазные знаки — 13 сентября 1821).
265. 25 августа 1818 — Моллер, Фёдор Васильевич фон (алмазные знаки — 12 марта 1825).
266. 25 августа 1818 — Кроун, Роман Васильевич.
267. 25 августа 1818 — Сарычев, Гавриил Андреевич.
268. 11 сентября 1818 — Карл Александр Саксен-Веймар-Эйзенахский.
269. 25 сентября 1818 — Карл Фридрих Август Мекленбург-Стрелицкий[1][4].
270. 1 ноября 1818 — Поццо ди Борго, Карл Осипович, граф.
271. 8 ноября 1818 — Бернсторф, Кристиан Гюнтер, граф, прусский министр иностранных дел.
272. 15 ноября 1818 — Мюррей, Джордж, генерал-лейтенант королевской великобританской службы.
273. 19 ноября 1818 — Берстет, Вильгельм[нем.], барон, великогерцогский баденский статс и кабинет-министр и управляющий Департаментом иностранных дел.
274. 19 января 1819 — Соммарива, Ганнибал ди, маркиз, генерал от кавалерии австрийской службы.
275. 22 февраля 1819 — Ливен, Карл Андреевич, граф (алмазные знаки — 22 августа 1826).
276. 18 апреля 1819 — Баранов, Николай Иванович.
277. 5 июня 1819 — Леопольд, маркграф Баденский.
278. 5 июня 1819 — Вильгельм, маркграф Баденский.
279. 27 сентября 1819 — Эрнст Август, герцог Камберлендский[1].
280. 9 ноября 1819 — Розенкранц, Нильс, барон, датский министр иностранных дел[1].
281. 18 декабря 1819 — Татищев, Александр Иванович (алмазные знаки — 25 июня 1826).
282. 28 декабря 1819 — Ланской, Дмитрий Сергеевич.
283. 11 января 1820 — Корнеев, Захарий Яковлевич.
284. 25 июля 1820 — Карл, принц Прусский.
285. 25 июля 1820 — Чернышёв, Александр Иванович (алмазные знаки — 21 апреля 1823).
286. 2 августа 1820 — Воинов, Александр Львович (алмазные знаки — 30 августа 1825).
287. 8 августа 1820 — Витт, Иван Осипович, граф (алмазные знаки — 22 августа 1826).
288. 11 октября 1820 — Курута, Дмитрий Дмитриевич (алмазные знаки — 2 июня 1825).
289. 11 октября 1820 — Гауке, Маврикий Фридерикович, дивизионный генерал Польского войска.
290. 11 октября 1820 — Рожнецкий, Александр Александрович, дивизионный генерал Польского войска (алмазные знаки — 6 октября 1831).
291. 31 января 1821 — Мочениго, Георгий Дмитриевич (итал. Giorgio Mocenigo (1762 – 1839)), граф (алмазные знаки — 13 июня 1827).
292. февраль 1821 — Франц IV, владетельный герцог Моденский.
293. 21 апреля 1821 — Беллегард, Генрих Йозеф Иоганн фон, граф, фельдмаршал австрийской службы.
294. 23 апреля 1821 — Бубна унд Литтиц, Фердинанд фон.
295. 23 апреля 1821 — Латур, Теодор фон?, генерал австрийской службы.
296. 26 июня 1821 — Гоесс, Петер фон, граф, канцлер Ломбардо-Венецианского королевства.
297. 30 августа 1821 — Хитрово, Сергей Петрович.
298. 10 сентября 1821 — Мюнстер, Эрнст Фридрих Герберт, граф, ганноверский государственный министр.
299. 10 сентября 1821 — Дернберг, Вильгельм Каспар Фердинанд, ганноверской службы генерал-лейтенант, чрезвычайный посланник и полномочный министр в Санкт-Петербурге.
300. 4 апреля 1822 — Альтен, Карл фон, граф, генерал-лейтенант ганноверской службы.
301. 11 мая 1822 — Сомма, Томмазо ди[итал.], маркиз ди Чирчелло, бывший сицилийский министр иностранных дел.
302. 23 октября 1822 — Карл Феликс, король Сардинский[1].
303. 2 декабря 1822 — Салье делла Торре, Виктор Амадей[итал.], граф, королевско-сардинский министр иностранных дел и первый секретарь (алмазные знаки).
304. 2 декабря 1822 — Манка ди Тиези, Стефано[итал.], маркиз Вильяэрмоса, генерал-лейтенант королевско-сардинской службы.
305. 5 января 1823 — Кучера, Иоганн Непомук фон, барон, императорско-австрийский фельдмаршал-лейтенант и генерал-адъютант.
306. 8 января 1823 — Гардегг, Игнац цу, граф, императорско-австрийский фельдмаршал-лейтенант[1].
307. 21 апреля 1823 — Евгений (Болховитинов), митрополит Киевский и Галицкий.
308. 7 мая 1823 — Инзов, Иван Никитич (алмазные знаки — 29 марта 1836).
309. 2 июня 1823 — Филарет (Дроздов), архиепископ Московский и Коломенский.
310. 24 ноября 1823? — Жуан VI, король Португальский[1].
311. 24 ноября 1823 — Мигель, инфант Португальский[1].
312. 24 ноября 1823 — Шатобриан, Франсуа Рене де, виконт, пэр Франции.
313. 24 ноября 1823 — Монморанси-Лаваль, Матьё де, герцог, пэр Франции.
314. 25 ноября 1823 — Феррон де Ла Ферроне, Огюст, граф, Французский посол при Российском дворе (с алмазными знаками).
315. 12 декабря 1823 — Грабовский, Стефан, граф, бригадный генерал Польского войска. Алмазные знаки 05.10.1840
316. 1 января 1824 — Канкрин, Егор Францевич (алмазные знаки — 24 июня 1829).
317. 1 января 1824 — Оленин, Алексей Николаевич (алмазные знаки — 29 августа 1834).
318. 25 февраля 1824 — Гильемино, Арман Шарль, граф, генерал-лейтенант королевской французской службы.
319. 25 февраля 1824 — Де Поммеру де Бордесуль, Этьен Тардиф, граф, генерал-лейтенант королевской французской службы.
320. 25 февраля 1824 — Тирле, Луи, виконт, генерал-лейтенант королевской французской службы.
321. 25 февраля 1824 — Дод де ла Брюнери, Гийом, виконт, генерал-лейтенант королевской французской службы.
322. 25 февраля 1824 — Кюриаль, Филибер-Жан-Батист Франсуа, граф, генерал-лейтенант королевской французской службы.
323. 25 февраля 1824 — Бурк, Жан Раймон Шарль[фр.], граф, генерал-лейтенант королевской французской службы.
324. 25 февраля 1824 — Дамас, Анж Иасент Максанс, барон, министр иностранных дел королевской французской службы.
325. 25 февраля 1824 — Лавердо, Николя[фр.], граф, генерал-лейтенант королевской французской службы.
326. 25 февраля 1824 — Ген де Бурмон, Луи Огюст Виктор де, генерал-лейтенант королевской французской службы.
327. 6 апреля 1824 — Иона (Василевский), митрополит Карталинский и Кахетинский, экзарх Грузии.
328. 15 июня 1824 — Соуза Гольштейн де Палмела, Педро де, маркиз, министр иностранных дел королевской португальской службы.
329. 15 июня 1824 — Памплона, Мануэл Игнаш, граф Субсерра, королевского португальского двора камергер, министр и государственный советник.
330. 22 июля 1824 — Депрерадович, Николай Иванович (алмазные знаки — 25 декабря 1825).
331. 3 сентября 1824 — Толь, Карл Фёдорович, барон[1] (алмазные знаки — 26 января 1826).
332. 31 октября 1824 — Амвросий (Протасов), архиепископ Тверской и Кашинский.
333. 12 декабря 1824 — Моллер, Антон Васильевич (алмазные знаки — 7 ноября 1832).
334. 12 декабря 1824 — Башуцкий, Павел Яковлевич (алмазные знаки — 22 августа 1826).
335. 9 июня 1825 — Красинский, Винценты Корвин, граф, дивизионный генерал польских войск (алмазные знаки — 6 октября 1831).
336. 24 августа 1825 — Эрнст I Гогенлоэ-Лангенбургский, принц, генерал-майор вюртембергской службы.